# Комардинкин, Константин Петрович
Константин Петрович Комардинкин (27 октября 1918 — 17 апреля 1944) — лётчик, заместитель командира эскадрильи 274-го истребительного авиационного полка (278-й истребительной авиационной дивизии, 8-й воздушной армии, Южного фронта), Герой Советского Союза.

## Биография
Родился 27 октября (по другим данным ― 7 ноября) 1918 года в селе Алпатьево Рязанской губернии (ныне — село в Луховицком районе Московской области) в крестьянской семье.
По окончании сельской школы, в 1934 году, живёт и работает в городе Воскресенске Московской области. Поступает в школу фабрично-заводского ученичества при Воскресенском химкомбинате. Там его приняли в комсомол.
В 1937 году вместе с родителями переезжает в посёлок Ново-Ховрино Химкинского района (ныне — город Москва). В этом же году заочно проходит курсы Коломенского аэроклуба, затем Энгельсскую военную авиационную школу лётчиков.
В Красной армии с 1938 года. В апреле 1943 года принимает участие в боях за Кубань. Первый самолёт противника был сбит им 29 апреля 1943 года.
17 апреля 1944 года был сбит в небе над Севастополем.

## Боевой список
- На Северо-Кавказском фронте К. П. Комардинкин совершил 36 боевых вылетов, провёл 15 воздушных групповых боёв, сбил 6 самолётов врага.
- На Южном фронте он произвёл 54 боевых вылета, участвовал в 20 воздушных боях, сбил 12 вражеских самолётов.
- Всего на счёту Комардинкина числится свыше 150 боевых вылетов, около 35 воздушных боев, 21 сбитый лично и 1 в группе вражеских самолётов[5]. Ещё 3 самолёта сжёг на земле.

## Награды
- Указом Президиума Верховного Совета СССР от 1 ноября 1943 года за образцовое выполнение боевых заданий командования на фронте борьбы с немецко-фашистским захватчиками и проявленные при этом мужество и героизм старшему лейтенанту Комардинкину Константину Петровичу присвоено звание Героя Советского Союза с вручением ордена Ленина и медали «Золотая Звезда» (№ 1272).
- Награждён орденами Красного Знамени, Отечественной войны 1-й и 2-й степеней.

## Память
- В честь Героя названа средняя школа в селе Алпатьево.
- Его имя выгравировано на установленном в 2008 году в селе Алпатьево мемориале памяти односельчан, погибших в годы Великой Отечественной войны и на гранитной плите, установленной на площади Победы в городе Раменское.